# Communauté de communes de Castelnau-Montratier
La communauté de communes de Castelnau-Montratier est une ancienne communauté de communes française, située dans le département du Lot et la région Midi-Pyrénées.
Elle a fusionné avec la communauté de communes du canton de Montcuq le 1er janvier 2014 pour former la communauté de communes du Quercy blanc.

## Histoire
L'intercommunalité a été créée le 31 décembre 1999

## Territoire communautaire

### Composition
En 2013, l'intercommunalité regroupait les sept communes suivantes  :
| Nom                                             | Code Insee | Gentilé          | Superficie (km2) | Population (dernière pop. légale) | Densité (hab./km2) |
| ----------------------------------------------- | ---------- | ---------------- | ---------------- | --------------------------------- | ------------------ |
| Castelnau-Montratier (commune déléguée) (siège) | 46063      | Castelnaudais    | 72,54            | 1 817 (2014)                      | 25                 |
| Cézac                                           | 46069      | Cézacois         | 17,34            | 190 (2014)                        | 11                 |
| Flaugnac                                        | 46103      | Flaugnaciens     | 30,96            | 427 (2013)                        | 14                 |
| Lhospitalet                                     | 46172      | Hospitalétiens   | 14,65            | 457 (2014)                        | 31                 |
| Pern                                            | 46217      | Pernois          | 25,66            | 477 (2014)                        | 19                 |
| Sainte-Alauzie                                  | 46248      | Sainte-Alauziens | 12,22            | 123 (2014)                        | 10                 |
| Saint-Paul-de-Loubressac                        | 46287      | Saint-Pauliens   | 20,19            | 555 (2013)                        | 27                 |

## Organisation

### Siège
L'intercommunalité avait son siège à Castelnau Montratier.

### Élus
La communauté de communes était administrée par son conseil communautaire, composé de  conseillers municipaux représentant chacune des  communes membres.

### Liste des présidents
Le dernier président de l'intercommunalité a été Jean-Claude Bessou, maire de Lhospitalet et conseiller général.
Il a été ensuite élu président de la communauté de communes du Quercy Blanc de 2014 à 2020.

## Compétences
L'intercommunalité exerçait les compétences qui lui avaient été transférées par les communes membres, dans les conditions déterminées par le code général des collectivités territoriales.

### Régime fiscal et budget
La communauté de communes était un établissement public de coopération intercommunale à fiscalité propre.
Afin de financer l'exercice de ses compétences, la communauté de communes percevait une fiscalité additionnelle aux impôts locaux des communes, avec fiscalité professionnelle de zone (FPZ ) et sans fiscalité professionnelle sur les éoliennes (FPE).

## Réalisations
Conformément aux dispositions légales, une communauté de communes a pour objet d'associer des « communes au sein d'un espace de solidarité, envue de l'élaboration d'un projet commun de développement et d'aménagement de l'espace ».